# Países semiperiféricos

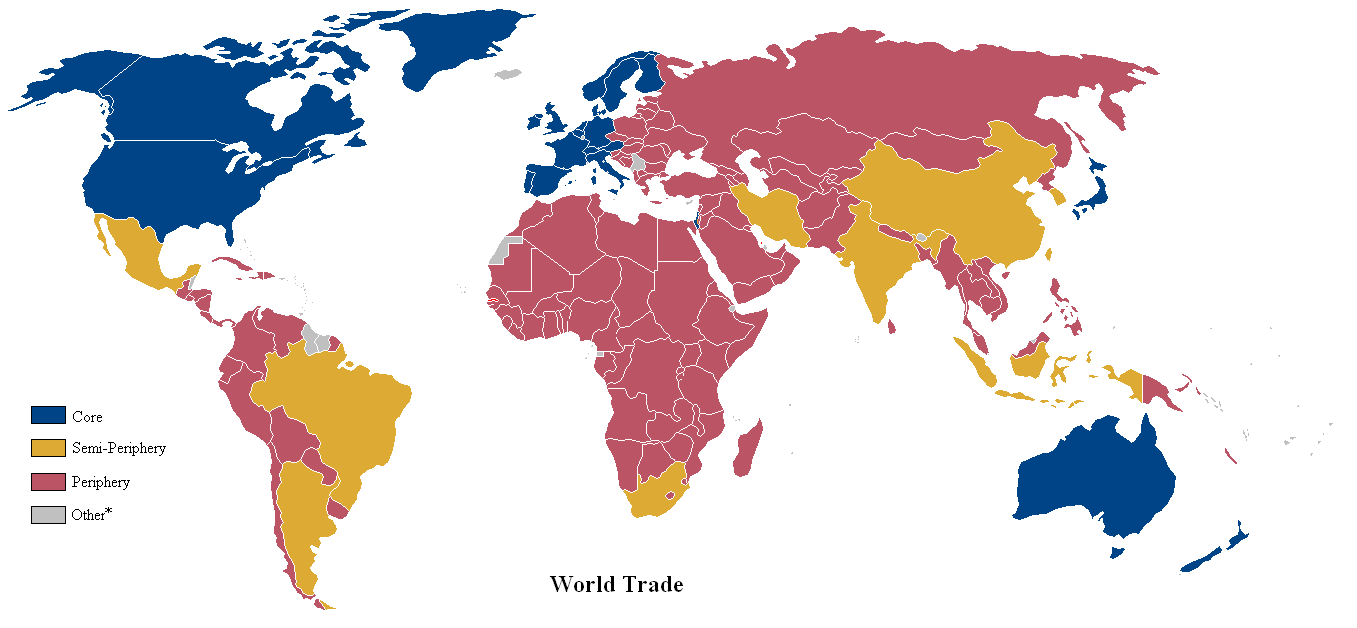
Classificação dos países segundo artigo de 2000 para o periódico American Sociological Review:
Países centrais
Países semiperiféricos
Países periféricos

Na teoria dos sistemas mundiais, os países semiperiféricos são os países industrializados, em sua maioria capitalistas, que se posicionam entre a periferia e os países centrais. Os países da semiperiferia têm características organizativas tanto dos países centrais como dos países da periferia e, com frequência, estão localizados geograficamente entre as regiões centrais e periféricas, bem como entre duas ou mais regiões centrais competidoras. As regiões da semiperiferia jogam um papel importante na mediação de atividades econômicas, políticas e sociais que vinculam as áreas centrais e periféricas.
Essas regiões permitem a possibilidade de inovação tecnológica, reformas na estrutura social e organizacional e domínio sobre as nações periféricas. Essas mudanças podem levar um país semiperiférico a ser promovido a uma nação central. A semiperiferia é, no entanto, mais do que uma descrição, pois também serve como uma posição dentro da hierarquia mundial na qual as mudanças sociais e econômicas podem ser interpretadas.
A teoria dos sistemas mundiais descreve a semiperiferia como um elemento estrutural chave na economia mundial. A semiperiferia desempenha um papel comparativo vital com o papel desempenhado por Espanha e Portugal nos séculos XVII e XVIII como grupos comerciais intermediários no tecido econômico europeu.
Hoje, a semiperiferia é geralmente industrializada. Os países semiperiféricos contribuem para a fabricação e exportação de uma variedade de mercadorias.

## Listas de países semiperiféricos
Segundo trabalho de 1976 publicado pelo sociólogo americano Immanuel Wallerstein, são os países semiperiféricos:
| Arábia Saudita | Argélia   | Argentina | Brasil    | China     | Coreia do Sul | Egipto   |
| Espanha        | Finlândia | Grécia    | Índia     | Indonésia | Irã           | Israel   |
| Itália         | Malásia   | México    | Nigéria   | Noruega   | Polónia       | Portugal |
| Singapura      | Taiwan    | Turquia   | Venezuela | Zaire     |               |          |

A seguir estão os países semiperiféricos de uma versão atualizada dos ensaios de Wallerstein, publicada em 1997:
| Arábia Saudita | Argélia   | Argentina | Áustria                        | Brasil    | Bulgária      | China   | Coreia do Norte |
| Coreia do Sul  | Cuba      | Egipto    | Espanha                        | Finlândia | Grécia        | Hungria | Índia           |
| Indonésia      | Irã       | Israel    | Itália                         | México    | Nigéria       | Noruega | Nova Zelândia   |
| Polónia        | Portugal  | Chéquia   | República Democrática do Congo | Roménia   | África do Sul | Turquia | Ucrânia         |
| Uruguai        | Venezuela | Vietname  |                                |           |               |         |                 |

A seguir estão os países semiperiféricos de acordo com o estudo de Chase-Dunn, Kawano e Brewer (2000):
| Argentina | Brasil        | China  | Coreia do Sul | Hong Kong |
| Índia     | Indonésia     | Irã    | Israel        | México    |
| Singapura | África do Sul | Taiwan |               |           |

E esta é a lista de países semiperiféricos de acordo com o estudo de Babones (2005), que aponta que esta lista é composta por países que “foram classificados de forma consistente em apenas uma das três zonas [centro, semiperiferia ou periferia] da economia mundial. especialmente todo o período de estudo de 28 anos ":
| Belize        | Brasil  | Chile   | Fiji    | Hungria   |
| Jamaica       | Malásia | México  | Panamá  | Seicheles |
| África do Sul | Tunísia | Turquia | Uruguai |           |